# Општина Трново (Источно Сарајево)
Општина Трново је општина града Источно Сарајево у Републици Српској, БиХ. Општина Трново се састоји из два дијела која нису територијално повезана: сјеверни дио, са Кијевом као већим насељем, и јужни дио где се налази насеље Трново и сједиште општине. Према прелиминарним подацима пописа становништва 2013. године, у општини Трново је укупно пописано 2.050 лица.
Територија општине Трново се на сјевероистоку граничи са територијом општине Пале, на сјеверу и сјеверозападу са општинама Источно Ново Сарајево и Источна Илиџа, те општином Калиновик на југу. Границу између сјеверног и јужног дијела општине чини територија федералне општине Трново у Кантону Сарајево.

## Географија
У међупланинском простору Босне и Херцеговине, јужно од Сарајева, на 25. километру магистралног пута Сарајево-Требиње-Подгорица, смјештена је општина Трново, чија површина износи 138 km², гдје према последњим процјенама живи 2.050 становника. Густина насељености је око 15 становника по km².
На западном дијелу општине налази се планина Бјелашница (2.067 м), на јужном Трескавица (2.088 м) и сјевероисточном Јахорина (1.913 м). На подручју општине и околине извиру ријеке које дају живот овим крајевима: Жељезница, Бијела ријека, Црна ријека, Миљацка, Бистрица и друге.
Поред географског и саобраћајни положај има вриједност за општину Трново, обзиром да се Трново налази на магистралном правцу који повезује Јадранско море са континенталним залеђем. Трново има и доста велику надморску висину и одлике умјерено-континенталне климе, па услијед тога саобраћај током зиме се отежано одвија преко планинског превоја Рогој (1.161 м), који води према Фочи, односно према мору. С друге стране долином ријеке Жељезнице иде комуникација која ово мјесто повезује са Сарајевом и другим градовима у унутрашњости.

## Култура
2004. године, у Трнову су почели са радом Центар за културу, и Народна библиотека, који су носиоци и организатори цјелокупних културних дешавања у општини Трново.

## Насељена мјеста
Подручје општине Трново чине насељена мјеста: Башци*, Бистрочај*, Богатићи*, Бољановићи, Врбовник*, Говедовићи, Годиња*, Граб*, Грачаница*, Дивчићи*, Доња Пресјеница*, Забојска*, Иловице*, Јабланица, Кијево, Кланац, Козија Лука*, Миље, Подивич, Рајски До, Слављевићи, Тошићи, Трново*, Турови и Улобићи.

### Насељена мјеста 1991.
Општина Трново је 1991. обухватала насељена мјеста:
Балбашићи, Башци, Бистрочај, Бобовица, Богатићи, Бољановићи, Брда, Брутуси, Черужићи, Чешина Страна, Чунчићи, Дејчићи, Делијаш, Дивчићи, Доња Пресјеница, Дујмовићи, Дураковићи, Годиња, Горња Пресјеница, Говедовићи, Граб, Грачаница, Хамзићи, Иловице, Јабланица, Јелачићи, Каровићи, Кијево, Кланац, Козја Лука, Крамари, Крсманићи, Ледићи, Лисовићи, Лукавац, Маџари, Мијановићи, Миље, Обла Брда, Остојићи, Пендичићи, Подивич, Поменовићи, Пречани, Рајски До, Ракитница, Ријека, Сјеверовићи, Слављевићи, Шабанци, Шабићи, Шишићи, Тошићи, Требечај, Трново, Турови, Тушила, Улобићи, Умчани, Умољани, Врбовник, Забојска и Загор.
Предратна сарајевска општина Трново подијељена је између Републике Српске и Федерације БиХ, тако да егзистира и општина Трново у Кантону Сарајево.

## Становништво
По последњем службеном попису становништва из 1991. године, општина Трново (једна од приградских општина Града Сарајева) је имала 6.991 становника, распоређених у 63 насељена места.
| Националност       | 1991.          | 1981.          | 1971.          |
| Муслимани          | 4.790 (68,81%) | 5.693 (69,75%) | 6.342 (66,37%) |
| Срби               | 2.059 (29,45%) | 2.242 (27,47%) | 3.093 (32,37%) |
| Хрвати             | 16 (0,22%)     | 19 (0,23%)     | 50 (0,52%)     |
| Југословени        | 72 (1,02%)     | 147 (1,80%)    | 12 (0,12%)     |
| остали и непознато | 54 (0,77%)     | 60 (0,73%)     | 58 (0,60%)     |
| Укупно             | 6.991          | 8.161          | 9.555          |

| Етнички састав према попису из 2013. данашње општине Трново(РС)‍ | Етнички састав према попису из 2013. данашње општине Трново(РС)‍ | Етнички састав према попису из 2013. данашње општине Трново(РС)‍ | Етнички састав према попису из 2013. данашње општине Трново(РС)‍ | Етнички састав према попису из 2013. данашње општине Трново(РС)‍ |
| --------------------------------------------------------------- | --------------------------------------------------------------- | --------------------------------------------------------------- | --------------------------------------------------------------- | --------------------------------------------------------------- |
|                                                                 |                                                                 |                                                                 |                                                                 |                                                                 |
| Срби                                                            | Срби                                                            |                                                                 | 1.178                                                           | 57,5%                                                           |
| Бошњаци                                                         | Бошњаци                                                         |                                                                 | 837                                                             | 40,8%                                                           |
| Хрвати                                                          | Хрвати                                                          |                                                                 | 15                                                              | 0,7%                                                            |
| остали                                                          | остали                                                          |                                                                 | 20                                                              | 0,9%                                                            |
| укупно: 2.050                                                   |                                                                 |                                                                 |                                                                 |                                                                 |

## Политичко уређење

### Општинска администрација
Начелник општине представља и заступа општину и врши извршну функцију у Трнову. Избор начелника се врши у складу са изборним Законом Републике Српске и изборним Законом БиХ. Општинску администрацију, поред начелника, чини и скупштина општине. Институционални центар општине Трново је насеље Трново, гдје су смјештени сви општински органи.
Начелник општине Трново је Мирослав Бјелица испред Савеза независних социјалдемократа, који је на ту функцију ступио након локалних избора у Босни и Херцеговини 2024. године. Састав скупштине Општине Трново је приказан у табели.